# Wilhelm Blum
Wilhelm Josef Blum (ur. 30 kwietnia 1890 w Dellwig (powiat Essen), zm. 10 kwietnia 1948) – Obersturmbannführer SS, niemiecki zbrodniarz wojenny.

## Życiorys
Podczas I wojny światowej uczestniczył jako sierżant kawalerii. Następnie prowadził bez powodzenia własny biznes, co doprowadziło do oskarżenia go o uchylanie się od płacenia podatków i oszustwo. By uniknąć odpowiedzialności rozpoczął działalność polityczną wstępując w 1930 do NSDAP, a w 1931 do SS. Od 15 stycznia 1938 służył w oddziale zachodnim 20. okręgu, skąd 21 listopada 1941 został przeniesiony do Generalnego Gubernatorstwa i objął funkcję referenta w osobistym sztabie Odilo Globocnika w Lublinie. 
1 sierpnia 1942 objął stanowisko szefa sztabu przy dowódcy SS i policji Herbercie Böttcherze w Radomiu w stopniu Hauptsturmführera SS jako pełnomocnik Globocnika ds. likwidacji radomskiego getta w ramach akcji „Reinhardt”. W listopadzie 1942 awansował na Sturmbannführera, a w 1943 r. mianowano go Obersturmbannführerem Waffen-SS. 
Po wojnie aresztowany i 19 sierpnia 1947 skazany przez Sąd Okręgowy w Radomiu na karę śmierci. 